# أدولفو أندرادي
أدولفو أندرادي (بالإسبانية: Adolfo Andrade) (5 يناير 1950 في كولومبيا - 31 مايو 2025) هو لاعب كرة قدم كولومبي في مركز الوسط. شارك مع منتخب كولومبيا تحت 23 سنة لكرة القدم ومنتخب كولومبيا لكرة القدم. أما مع النوادي، فقد لعب مع أونس كالداس وديبورتيس كوينديو وديبورتيفو كالي وديبورتيس توليما وديبورتيفو بيريرا.